# Delray Beach Open 2016
Delray Beach Open 2016 byl tenisový turnaj pořádaný jako součást mužského okruhu ATP World Tour, který se hrál v areálu Delray Beach Tennis Center na otevřených dvorcích s tvrdým povrchem Plexipave. Konal se mezi 15. až 21. únorem 2016 ve floridském Delray Beach jako dvacátý čtvrtý ročník turnaje.
Turnaj s rozpočtem 576 900 dolarů patřil do kategorie ATP World Tour 250. Nejvýše nasazeným hráčem ve dvouhře byl čtrnáctý hráč žebříčku Kevin Anderson z Jihoafrické republiky, který utkání prvního kola proti Austinu Krajickovi skrečoval pro poranění ramene. Posledním přímým účastníkem v hlavní singlové soutěži se stal 105. australský hráč žebříčku Matthew Ebden.
Singlovou soutěž vyhrál Američan Sam Querrey. Deblovou část ovládl rakousko-francouzský pár Oliver Marach a Fabrice Martin.

## Rozdělení bodů a finančních odměn

### Rozdělení bodů
| Soutěž  | vítězové | finalisté | semifinalisté | čtvrtfinalisté | 16 v kole | 32 v kole | Q  | Q3 | Q2 | Q1 |
| ------- | -------- | --------- | ------------- | -------------- | --------- | --------- | -- | -- | -- | -- |
| dvouhra | 250      | 150       | 90            | 45             | 20        | 0         | 12 | 6  | 0  | 0  |
| čtyřhra | 250      | 150       | 90            | 45             | 0         |           |    |    |    |    |

### Finanční odměny
| Soutěž                              | vítězové | finalisté | semifinalisté | čtvrtfinalisté | 16 v kole | 32 v kole |
| ----------------------------------- | -------- | --------- | ------------- | -------------- | --------- | --------- |
| dvouhra                             | $86 950  | $45 780   | $24 800       | $14 130        | $8 325    | $4 930    |
| čtyřhra                             | $27 830  | $14 630   | $7 930        | $4 640         | $2 660    |           |
| částka ve čtyřhře je uvedena na pár |          |           |               |                |           |           |

## Mužská dvouhra

### Nasazení
| Stát                         | Hráč             | ATP | Nasazení |
| ---------------------------- | ---------------- | --- | -------- |
| Jižní Afrika                 | Kevin Anderson   | 14. | 1.       |
| Austrálie                    | Bernard Tomic    | 20. | 2.       |
| Chorvatsko                   | Ivo Karlović     | 26. | 3.       |
| Bulharsko                    | Grigor Dimitrov  | 27  | 4        |
| Francie                      | Jérémy Chardy    | 28. | 5.       |
| USA                          | Steve Johnson    | 29. | 6.       |
| USA                          | Donald Young     | 48. | 7.       |
| Francie                      | Adrian Mannarino | 49. | 8.       |
| Žebříček ATP k 8. únoru 2016 |                  |     |          |

### Jiné formy účasti
Následující hráči obdrželi divokou kartu do hlavní soutěže:
- Juan Martín del Potro
- Noah Rubin
- Tim Smyczek

Následující hráč obdržel do hlavní soutěže zvláštní výjimku:
- Taylor Fritz

Následující hráči se probojovali do hlavní soutěže z kvalifikace:
- Radu Albot
- Tacuma Itó
- Dennis Novikov
- John-Patrick Smith

### Odhlášení
před zahájením turnaje
- Lu Jan-sun → nahradil jej Austin Krajicek
- Milos Raonic (poranění pravého stehenního přitahovače) → nahradil jej Malek Džazírí

### Skrečování
- Kevin Anderson (poranění ramene)[1]
- Michail Kukuškin (poranění dolní končetiny)[1]

## Mužská čtyřhra

### Nasazení
| Stát                                                                                  | Hráč              | Stát      | Hráč         | ATP | Nasazení |
| ------------------------------------------------------------------------------------- | ----------------- | --------- | ------------ | --- | -------- |
| USA                                                                                   | Bob Bryan         | USA       | Mike Bryan   | 11. | 1.       |
| Jižní Afrika                                                                          | Raven Klaasen     | USA       | Rajeev Ram   | 53. | 2.       |
| Filipíny                                                                              | Treat Conrad Huey | Bělorusko | Max Mirnyj   | 65. | 3.       |
| USA                                                                                   | Eric Butorac      | USA       | Scott Lipsky | 84. | 4.       |
| Žebříček ATP k 8. únoru 2016; číslo je součtem žebříčkového postavení obou členů páru |                   |           |              |     |          |

### Jiné formy účasti
Následující páry obdržely divokou kartu do hlavní soutěže:
- Benjamin Becker /  Frank Moser
- Bjorn Fratangelo /  Dennis Novikov

Následující pár nastoupil z pozice náhradníka:
- Sander Groen /  Adelchi Virgili[2]

### Odhlášení
před zahájením turnaje
- Steve Johnson (poranění ramene)[2]

v průběhu turnaje
- Michail Kukuškin (poranění dolní končetiny)[2]

## Přehled finále

### Mužská dvouhra
- Sam Querrey vs.  Rajeev Ram, 6–4, 7–6(8–6)

### Mužská čtyřhra
- Oliver Marach /  Fabrice Martin vs.  Bob Bryan /  Mike Bryan, 3–6, 7–6(9–7), [13–11]